# Kostel svatého Michala (Trojovice)
Pozdně barokní kostel svatého Michala z poloviny 18. století se nalézá na návrší v centru obce Trojovice v okrese Chrudim. Kostel vytvářející výraznou dominantu obce Trojovice je spolu s ohradní zdí bývalého hřbitova od 13. července 2004 chráněn jako kulturní památka.

## Historie
Trojovický gotický kostel svatého Michala je doložen k roku 1350 jako farní. V roce 1704 byla fara zrušena a kostel se stal filiálním farnosti v Hrochově Týnci.  Kostel v Trojovicích byl zcela přestavěn v polovině 18. století řádem premonstrátů z kláštera Hradiště u Olomouce. Kostel měl tehdy dvě báňovité věže, menší byla nad presbytářem. Současná podoba kostela pochází z přestavby po požáru v letech 1855–1860, kdy byla obnovena pouze jedna hranolová věž.
Kostel svatého Michala slouží jako filiální kostel v římskokatolické farnosti Hrochův Týnec k pravidelným nedělním bohoslužbám jednou za dva týdny.

## Popis

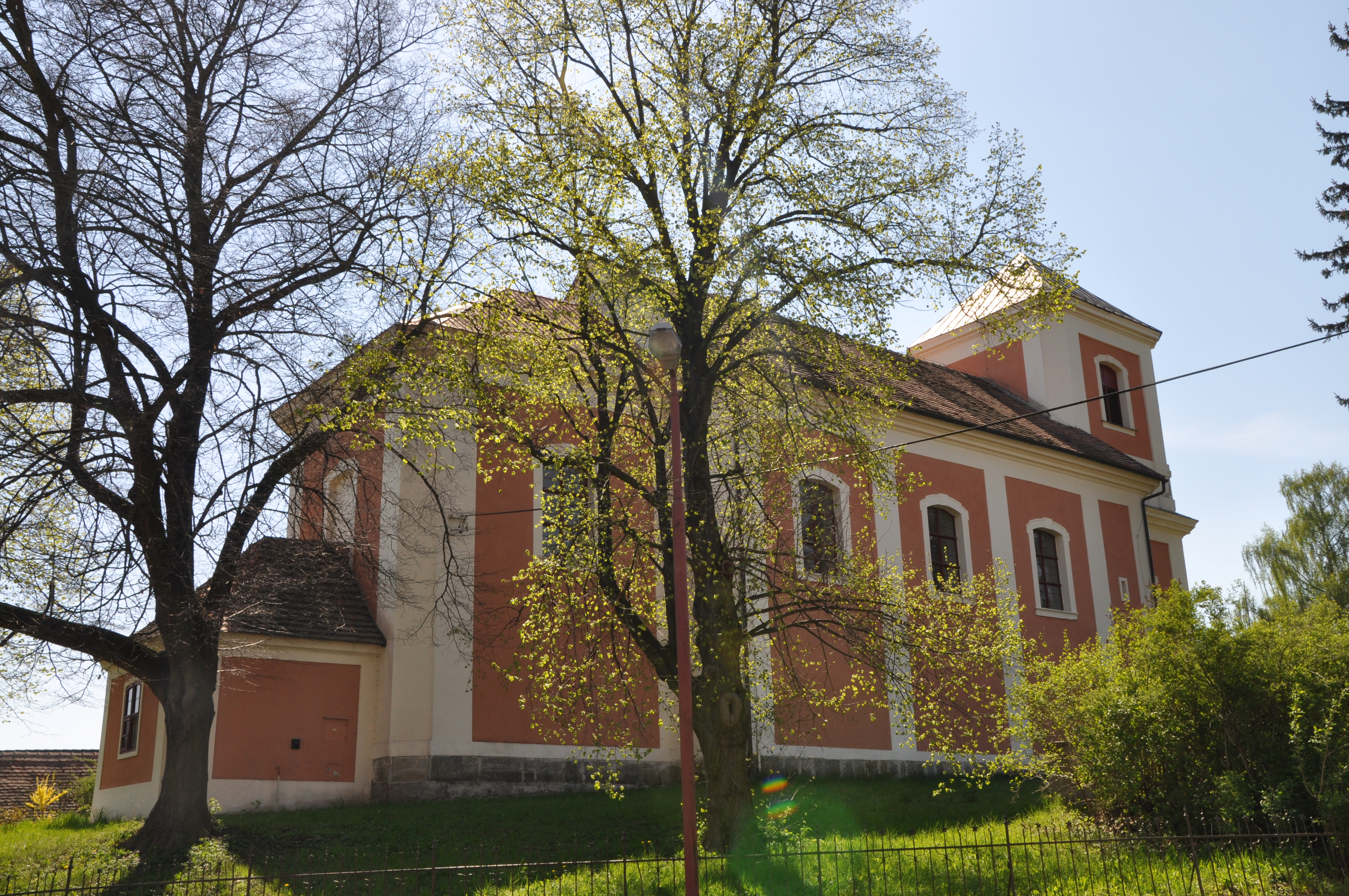
Kostel svatého Michala

Kostel je pozdně barokní jednolodní orientovaná stavba z poloviny 18. století s obdélnou kostelní lodí, hranolovou věží v průčelí a obdélným presbytářem, k němuž přiléhá nižší sakristie. Fasáda kostela je růžovočervená s bílými architektonickými detaily. Loď, presbytář a sakristie mají střešní krytinu z bobrovek, stanová střecha věže zakončená dvojitým křížem je kryta hliníkovým plechem.
Hranolová, třípodlažní věž je postavena na přibližně čtvercovém půdorysu, zvonové patro osvětlují vysoká okna s obloukovým zaklenutím s bílými šambránami. Nároží věže zdobí bílé lizény. Hlavní vstup do věže i celého kostela je tvořen kamenným barokním segmentovým portálem. Nad klenákem je zavěšena pískovcová kartuš s motivem kardinálského klobouku. V úrovni střechy kostelní lodi obíhá celý kostel i věž korunní římsa oddělující zvonové patro věže.
Věž ze západní strany přiléhá ke lodi jednoduchého obdélného půdorysu. Podélné severní a jižní průčelí je vzhledově v celé výšce jednoduše architektonicky členěno lizénovými rámy. Na osách tří lizénových polí od východu jsou nároží výrazně okosena s plochým vyžlabením okosení. Kostelní loď osvětlují trojice vysokých barokních oken v bílých šambránách.
Loď i presbytář jsou plochostropé, triumfální oblouk je půlkruhový, na západní straně kostelní lodi je umístěna zděná kruchta. Sakristie a podvěží je zaklenuto křížovou klenbou.
Vnitřní zařízení kostela je rokokové. Varhany pro kostel zhotovil v roce 1860 Karel Josef Trnka (1800–1871) z Chrasti a oku 1909 je opravoval Josef Kobrle, varhanář z Lomnice nad Popelkou.